# Les Gens du Monde
Pour plus de détails, voir Fiche technique et Distribution.
Les Gens du Monde est un documentaire français, réalisé par Yves Jeuland et sorti en 2014.

## Synopsis
Yves Jeuland suit, sur le terrain et à la rédaction, des journalistes du service politique du quotidien Le Monde, pendant cinq mois de la campagne présidentielle de 2012.

## Fiche technique
- Titre original  : Les Gens du Monde
- Réalisation, écriture et photographie : Yves Jeuland
- Musique : Eric Slabiak
- Son Yves Jeuland (non crédité), Mathieu Daude, Denis Lepeut
- Montage : Lizi Gelber
- Production : Marie Genin et Damien Maura
- Société de production : Folamour Productions
- Société de distribution : Rezo Films (France)
- Pays d'origine :  France
- Langue originale : français
- Genre : documentaire
- Durée : 82 minutes
- Format : couleur
- Dates de sortie :
  -  France : 20 mai 2014 (Festival de Cannes) ; 10 septembre 2014 (sortie nationale)

## Distribution
Le documentaire suit de nombreux collaborateurs du Monde et particulièrement les journalistes du service politique. Apparaissent notamment :
- Raphaëlle Bacqué
- Ariane Chemin
- Arnaud Leparmentier
- Caroline Monnot
- Didier Pourquery
- David Revault d’Allonnes
- Nabil Wakim
- Thomas Wieder
- Érik Izraelewicz, directeur des rédactions du Monde (qui mourra brutalement en novembre 2012 et à qui le film est dédié)
- Serge Michel
- Patrick Jarreau
- Plantu
- Josyane Savigneau
- Abel Mestre
- Sylvia Zappi
- Luc Bronner
- Aline Leclerc
- Cécile Prieur
- Gérard Courtois
- Nathaniel Herzberg
- Florence Aubenas
- Patrick Roger

Apparaissent aussi les hommes et femmes politiques suivants :
- François Hollande
- Jack Lang
- Jean-Marie Le Pen
- Marine Le Pen